# バカの壁
『バカの壁』（バカのかべ）は、養老孟司（東京大学名誉教授）の著書。新潮社・新書編集部の口述筆記による著作で、2003年（平成15年）4月10日の新潮新書レーベル創刊時の刊行であった。
450万部を超えるベストセラーとなり、同年に毎日出版文化賞特別賞、新語・流行語大賞を受賞。新潮新書は創刊での大ヒットで、ブランドイメージを定着させた。

## 内容
現代人が陥る思考の不自由さを軸に、戦争や犯罪、教育、経済などの諸現象の本質を解明する。
キャッチコピーで、帯紙は「『話せば分かる』なんて大ウソ！」、書店向けPOP広告は「バカの壁は誰にでもある」と、著者の言葉が紹介され、後年に自宅でのインタビューで、改めて養老は「バカの壁」とは「人は知りたくないことに耳を貸さず情報を遮断すること」と述べた。

## 発行部数
2021年11月時点での発行部数は450万部。黒柳徹子の『窓ぎわのトットちゃん』、松下幸之助の『道をひらく』、J・K・ローリング（松岡佑子訳）の『ハリー・ポッターと賢者の石』、乙武洋匡の『五体不満足』に次ぎ、戦後日本の歴代ベストセラー第5位である。教養系新書で、これまでベストセラー1位だった永六輔『大往生』（岩波新書、1994年3月刊）を超えたばかりか、新書判全体でも、従来のベストセラー1位だった塩月弥栄子『冠婚葬祭入門』（光文社カッパ・ホームズ、1970年刊）の308万部を更新した。
日本出版販売の週間ベストセラーランキングで、新書ノンフィクション部門・首位を約1年間続けた。なお連続1位記録を止めたのは、2004年4月刊の続編『死の壁』である。
日本出版販売調べの年間ベストセラーランキングで2003年度の1位、2004年度の3位を獲得した。
発行部数の推移
- 初版発行部数 3万部
- 2003年11月19日時点 191万部
- 2003年12月9日時点 232万部
- 2004年2月19日時点 311万部（49刷）
- 2005年8月8日時点 398万部
- 2005年9月1日時点 400万部
- 2006年5月11日時点 415万部
- 2006年8月時点 419万部
- 2010年7月時点 432万部（100刷）
- 2014年10月時点436万部（110刷）
- 2020年12月時点448万部
- 2021年11月時点450万部

## 備考
- タイトルの「バカの壁」とは、元々は養老孟司が、最初期の著書『形を読む』（新版・講談社学術文庫）で使用していた言葉である[5]。
- 2020年に『朝日新聞 be on Saturday』が調査した「今だから読みたい2000年以後のベストセラー」[6]で221票を獲得し1位となった[5]。

若者を批判する言説を反論批判しつづけている後藤和智（1984年生まれ）は『バカの壁』での青少年問題に関する養老の発言に根拠が示されていないことなどを挙げ、「単に自分が「理解できない」存在に対してわかったような「説明」をしているだけである。（中略）『バカの壁』は養老自身の「バカの壁」（=科学的な検証に基づかずに勝手に「線引き」を行うこと）の見本市として読むことができる。」等と述べた。

### 比喩
- 2004年3月5日、民主党の衆議院議員（当時）達増拓也は衆議院予算委員会において「説明しても無駄というような問答無用の態度を繰り返す小泉内閣は『バカの壁内閣』だ。『バカの壁予算』に賛成することはできない」と述べた。
- 九段下駅の都営地下鉄新宿線新宿方面ホームと東京地下鉄（東京メトロ）半蔵門線押上方面ホームは、物理的に同じ高さで一連のホームであったが、「事業者が違う事により運賃が複雑になる」などという理由で、利用者への配慮を欠いた不必要な壁を、多額の費用で建設してホームを仕切り、利用者が階段を昇り降りする負担をかける事態を作り出してしまった。当時の東京都副知事だった猪瀬直樹がこの壁を「バカの壁」と表現し、撤去を提起。2013年2月15日、約12億円（東京都負担約5億円）をかけ、ホーム約200メートルのうち約90メートル分の壁が撤去された[8]。

## 書籍情報
- 養老孟司『バカの壁』新潮社「新潮新書」、2003年4月10日

ISBN 4-10-610003-7、ASIN 4106100037
養老「壁」シリーズは、同新書で6冊刊（2024年12月現在）